# Кломо
Кломо́ (фр. Clomot) — коммуна во Франции, находится в регионе Бургундия. Департамент коммуны — Кот-д’Ор. Входит в состав кантона Арне-ле-Дюк. Округ коммуны — Бон.
Код INSEE коммуны 21181.

## Население
Население коммуны на 2010 год составляло 113 человек.
| 1962 | 1968 | 1975 | 1982 | 1990 | 1999 | 2010 |
| ---- | ---- | ---- | ---- | ---- | ---- | ---- |
| 152  | 152  | 141  | 130  | 122  | 123  | 113  |

## Экономика
В 2010 году среди 76 человек трудоспособного возраста (15-64 лет) 65 были экономически активными, 11 — неактивными (показатель активности — 85,5 %, в 1999 году было 68,5 %). Из 65 активных жителей работали 60 человек (34 мужчины и 26 женщин), безработных было 5 (1 мужчина и 4 женщины). Среди 11 неактивных 0 человек были учениками или студентами, 7 — пенсионерами, 4 были неактивными по другим причинам.